# Litauische Küche
Die litauische Küche ist die in Litauen und unter Litauern verbreitete Gesamtheit kulinarischer Traditionen. Obwohl sie wegen der historischen Ereignisse und Verbindungen den Gerichten der umliegenden Länder (Lettland, Polen, Russland, Belarus) ein wenig ähnelt, bewahrte die litauische Küche ihren eigenen Charakter. Daher spricht man von der litauischen Küche als einer autonomen kulinarischen Tradition.
Man kann die litauische Küche in zwei unterschiedliche Traditionen unterteilen, die miteinander kaum Gemeinsamkeiten aufweisen: die alte litauische Küche (15.–18. Jh.) und die neue litauische Küche (19.–20. Jh.)

## Einflüsse auf die litauische Küche
Die Speisen und die Produkte der alten litauischen Küche unterschieden sich von jenen der anderen baltischen Küchen. Die örtlichen Traditionen spielten dabei ebenso eine große Rolle wie solche aus Russland und Polen. Die Gerichte aus den östlichen Ländern kamen nach Litauen während der Verbindung mit der Goldenen Horde. Unter diesen Umständen kamen zum Beispiel Armenier ins Land, die solch litauische Gerichte brachten wie Balandėliai (Täubchen = Kohlroulade), Koldūnai (Teigtaschen mit Fleischfüllung = Pelmeni), Virtiniai (eine Ravioli-Art = Wareniki), Fischeintöpfe mit Gemüse und vieles mehr.
Noch heute leben nahe dem Schloss Trakai Angehörige der Karäer, die eine der kleinsten ethnischen Minderheiten in Litauen bilden und bekannt sind für ihre mit Fleisch oder Pilzen gefüllten, gebackenen Teigtaschen, die Kibinai.
Im Zeitraum vom 16. bis 18. Jh. verschmolz die litauische Küche mit der polnischen. Es entstand eine reichhaltige Küche Polen-Litauens, die sich in weiten Teilen Europas verbreitete. Lebensmittel wie Honig oder Wild waren in dieser Zeit gebräuchlich. Litauen war das einzige europäische Land, in dem Menschen z. B. mit Honig ihren Tribut zahlen konnten. Die damalige Elite aß solche Besonderheiten wie gebratene Schwäne und geräucherten Rücken vom Bären. Die Nachspeisen von Polen-Litauen waren ebenfalls sehr üppig: zum Beispiel der litauische Baumkuchen Šakotis, Žagarėliai (Raderkuchen) und Skruzdėlynas. Damals waren diese Süßigkeiten in ganz Europa bekannt. Im 19. Jh. verschwanden Gerichte der alten litauische Küche in Litauen vollkommen. In der polnischen Küche waren sie dagegen zum Großteil fest verankert. In Litauen findet man heute nur noch Fragmente der alten litauischen Küche.
Die neue litauische Küche blieb bis zum 19. Jh. mit den nötigsten Produkten und Gerichten einfach. Trotzdem stand sie in Beziehung zur alten litauischen Küche, von der sie zum Beispiel die alten Räuchertechniken übernahm. Die Räuchertradition wurde weiterentwickelt, es wurden unterschiedliche Holzarten verwendet. So wurde auch das langsame Räuchern erfunden. Auf diese Art formten sich verschiedene Räucherspeisen wie Wurst, Salo, Schinken, Räucherfisch usw. Die neue litauische Küche spezialisierte sich auf Zwischenmahlzeiten, was für litauische Bauern äußerst praktisch war, da sie kaum Zeit für die Zubereitung hatten. Charakteristisch war für die neue litauische Küche auch die Einführung der Kartoffel im 18. Jh., als sich in der deutschen Küche die Knolle immer mehr verbreitete.

## Produkte
Die litauischen Lebensmittel unterscheiden sich nicht von denen anderer osteuropäischer Staaten. Viele Brot- und Breisorten und seit dem 18. Jh. auch Kartoffeln stellen in Litauen die Hauptquelle für Kohlenhydrate dar. Für Proteine sorgen Fleisch (Schweinefleisch, Rindfleisch, Wild) und Milchprodukte (Kefir, Schmand, Quark, Käse). Unter den Speisefischen wird in Litauen traditionell nur der Hecht zubereitet.
In der litauischen Bauernküche waren unter den Gemüse- und Obstsorten Kohl, Möhren, Rüben, Äpfel und Birnen verbreitet. Eine große Rolle in der litauischen Küche spielen schon seit Jahrhunderten wilde Pflanzen wie wilde Beeren, wildes Obst, Pilze und Kräuter. Als Gewürze finden in der litauischen Küche Kümmel, Majoran, Petersilie und Dill sehr häufige Verwendung. Als Süßungsmittel wird seit Langem Honig verwendet.

## Gerichte
Die kalten Gerichte sind in Litauen, wie auch in den beiden anderen baltischen Staaten, sehr beliebt und reichlich vertreten. Das sind vor allem verschiedene Arten von Käse, Produkte aus saurer Milch, Räucherfleisch und -fisch, Aspik und Roulade. Die litauische Küche hat auch viele warme Gerichte. Schon in der alten litauischen Küche waren Stopfgeflügel und Zrazy vor allem in Adelskreisen sehr beliebt. In der Bauernküche waren Fleischgerichte mit Grütze verbreitet. Heute sind sie in der litauischen Küche recht selten geworden. Seit dem 19. Jh. sind Kartoffelgerichte in aller Munde: Cepelinai, Vėdarai (Schweinedarm mit Kartoffelfüllung), Kartoffelpuffer, Žemaičių blynai, ganze gekochte Kartoffel mit Quark und Dill. Diese Gerichte sind aber auch in anderen Ländern wie unter anderem Polen, Ukraine und Belarus bekannt.
Teiggerichte sind in der litauischen Küche gut vertreten und sehr beliebt. Der Großteil dieser Teiggerichte kam bereits im 14./15. Jh. durch die Mongolen in die Region. Bekannt sind unter anderem Blynai (Pfannkuchen), Koldūnai, Virtiniai, Šaltanosiai, Skryliai.
Die typisch litauischen Süßspeisen kamen aus Adelskreisen (Šakotis, Žagarėlis). Es gibt allerdings auch Süßigkeiten, die im 20. Jh. aus dem Westen kamen und sich in Litauen verbreiteten.
Im alten Litauen tranken die Bauern Milch sowie Met und Bier, das aus der deutschen Küche nach Litauen kam. In Adelskreisen wurden starke alkoholische Getränke genossen.